# Heinz Huber (Mathematiker)
Heinz Huber (* 25. April 1926 in Zofingen; † 25. Dezember 2000 in Arlesheim) war ein Schweizer Mathematiker, der sich mit Differentialgeometrie und globaler Analysis beschäftigte. Er ist mit Arbeiten, die bis in die 1950er Jahre zurückgehen, einer der Begründer der Spektraltheorie Riemannscher Flächen.

## Leben
Heinz Huber kam aus einfachen Verhältnissen. Nach einem Praktikum bei Brown, Boveri & Cie. in Baden wurde man dort auf ihn aufmerksam und ermöglichte ihm ein Studium an der ETH Zürich, wobei er beinahe durch die Aufnahmeprüfung fiel, da er ungenügende Kenntnisse in Schweizer Geschichte hatte. Er wurde 1953 bei Walter Saxer (und Heinz Hopf) an der ETH Zürich promoviert. Seine Dissertation Über analytische Abbildungen Riemannscher Flächen in sich behandelt eine Verallgemeinerung und geometrische Interpretation des Grossen Satzes von Émile Picard. Ab 1955 war er Professor an der Universität Basel.

## Forschung
1959 führte er das Längenspektrum kompakter Riemannscher Flächen ein, die Liste der Längen aller geschlossenen Geodätischen. Er bewies einen Satz über das asymptotische Verhalten dieses Längenspektrums, der ein Analogon zum Primzahlsatz in der Zahlentheorie bildet: Die asymptotische (für Längen {\displaystyle L} gegen unendlich) Anzahl {\displaystyle N(L)} geschlossener Geodätischer auf kompakten Riemannflächen mit Geschlecht {\displaystyle g} grösser 1 und Längen kleiner oder gleich {\displaystyle L} ist dann nach Huber:
{\displaystyle N(L)\sim {\frac {e^{L}}{L}}}
Die Analogie zum Primzahlsatz (asymptotische Anzahl der Primzahlen kleiner gleich {\displaystyle x}) ergibt sich bei Ersetzen von {\displaystyle L} durch {\displaystyle \ln(x)}.
Ausserdem bewies er in dieser Arbeit, dass zwei kompakte Riemannsche Flächen mit Geschlecht grösser 1 genau dann dasselbe Längenspektrum haben, wenn der Laplace-Operator auf diesen Riemannschen Flächen dasselbe Eigenwertspektrum besitzt. Die geometrische Äquivalenz von Längen- und Eigenwertspektrum und der Primzahlsatz für Geodätische wird auch Atle Selberg zugeschrieben (aufgrund der Selbergschen Spurformel von 1956).
Zu seinen Doktoranden zählen Peter Buser und Christian Blatter.

## Schriften
- Über analytische Abbildungen Riemannscher Flächen in sich, Comm. Math. Helveticae, Band 27, 1953, S. 1–73 (Dissertation)
- Über eine neue Klasse automorpher Funktionen und ein Gitterpunktproblem in der hyperbolischen Ebene, Teil 1, Comm. Math. Helv., Band 30, 1956, S. 20–62
- Zur Analytischen Theorie hyperbolischer Raumformen und Bewegungsgruppen, Teil 1, Mathematische Annalen, Band 138, 1959, S. 1–26, Teil 2, Math. Annalen, Band 142, 1960/61, S. 385–398, Nachtrag, Math. Annalen, Band 143, 1961, S. 463–464
- Untere Schranken für den ersten Eigenwert des Laplaceoperators auf Riemannschen Flächen, Comm. Math. Helv., Band 61, 1986, S. 46–59
- Über den ersten Eigenwert des Laplaceoperators auf kompakten Riemannschen Flächen, Comm.Math.Helv., Band 49, 1974, S. 251–259
- Über den ersten Eigenwert des Laplaceoperators auf Flächen vom Geschlecht zwei, J. Reine Angewandte Math., Band 408, 1990, S. 202–218
- Über die Eigenwerte des Laplaceoperators auf kompakten Riemannschen Flächen, Comm. Math. Helv., Band 51, 1976, S. 215–231, Teil 2, Comm. Math. Helv., Band 53, 1978, S. 458–469
- Über die Darstellungen der Automorphismengruppe einer Riemannschen Fläche in den Eigenräumen des Laplaceoperators, Comm. Math. Helv., Band 52, 1977, S. 177–184
- Über die Dimension der Eigenräume des Laplaceoperators auf Riemannschen Flächen, Comm. Math. Helv., Band 55, 1980, S. 390–397
- Über das Spektrum des Laplaceoperators auf kompakten Riemannschen Flächen, Comm. Math. Helv., Band 57, 1982, S. 627–647
- Riemannsche Flächen vom hyperbolischen Typus im euklidischen Raum, Mathematische Annalen, Band 139, 1959, S. 140–146
- Über den konformen Typus von Flächen im euklidischen Raum, Mathematische Annalen, Band 146, 1962, S. 180–188
- Kreisscheiben auf Riemannschen Flächen und Eigenwerte des Laplaceoperators, J. Reine Angewandte Math., Band 434, 1993, S. 191–204
- Über Gitter in der hyperbolischen Ebene, J. Reine Angewandte Math., Band 458, 1995, S. 127–156